# Paulina 1880
Paulina 1880 è un film del 1972 diretto da Jean-Louis Bertuccelli.
La pellicola rappresentò l'esordio cinematografico di Christian De Sica.

## Trama
Italia, fine del XIX secolo. La storia dell'amore tormentato di Paulina per il Conte Cantarini, gentiluomo sposato che per assecondare le convenzioni sociali non si separa dalla moglie. La giovane, delusa, decide di prendere i voti, ma il forte sentimento che prova la spinge ad abbandonare la vita monastica per incontrare nuovamente l'uomo di cui è innamorata.